# کورینا دانیلا
کورینا دانیلا (رومانیایی: Corina Dănilă؛ زاده ۲۴ ژانویه ۱۹۷۲) بازیگر، صداپیشه و مجری تلویزیون اهل رومانی است.
از فیلم‌ها یا مجموعه‌های تلویزیونی که وی در آن‌ها نقش داشته است، می‌توان به خواب جزیره اشاره نمود.